# مطهر علي الإرياني
مطهر علي يحيى الإرياني (1933 - 9 فبراير 2016) كان أديباً وشاعراً يمنيا، وله بضعة أعمال عن آثار جنوب شبه الجزيرة العربية القديمة، وهو أحد مؤسِّسي مجمع العربية السعيدة بصنعاء 2011.

## خلفيه
ولد عام 1933 في القفر ضمن محافظة إب اليمن، وتلقى تعليمه على يد فقهاء قريته وأخيه الأكبر فضل بن علي الإرياني. وفي 1953 انتقل إلى عدن، ومن ثم إلى القاهرة وألتحق بكلية دار العلوم، جامعة القاهرة عام 1955 وتخرج منها في 1959.
يعتبر مطهر بن علي الإرياني، من أوائل من أسهموا بفك رموز خط “المسند” الخاص بحضارة جنوب شبه الجزيرة العربية القديمة (حضارة سبأ وحميَر)، وترجم العديد من النقوش التي عُثر عليها في أماكن أثرية متفرقة من اليمن، وأهله ذلك لتحقيق كتب تاريخية، أبرزها معجم “شمس العلوم ودواء كلام العرب من الكلوم” (11 مجلداً)، لمؤلفه المؤرخ نشوان بن سعيد الحميري.
كما أسهم الإرياني بالعديد من الإصدارات، أبرزها “المعجم اليمني في اللغة والتراث”، الذي يحوي آلاف المفرادت في اللهجات الجنوبية، لم ترد في المعاجم الأخرى.
وكشاعر بدأ كتابة الشعر العمودي في 1947 ونشرت قصائده في الصحف اليمنية. اطلع على التراث الشعبي الجنويي وأُعجب بالشعر الحميني. أصدر ديوان شعر بعنوان فوق الجبل. وله دراسات في الأدب والتاريخ اليمني القديم.
توفي في 9 فبراير عام 2016 بالعاصمة المصرية القاهرة وكان شقيق السياسي اليمني عبد الكريم الإرياني.

## أعماله
له أعمال منها:
- المعجم اليمني في اللغة والتراث حول مفردات خاصة من اللهجات اليمنية، دمشق: دار الفكر، 1996.[6]
- فوق الجبل (ديوان شعر عامي، 1991).
- في تاريخ اليمن: شرح وتعليق على نقوش لم تنشر: 34 نقشا من مجموعة القاضي علي عبد الله الكهالي.
- تحقيق كتاب شمس العلوم لنشوان بن سعيد الحميري (بالإشتراك مع حسين العمري ويوسف محمد عبد الله).
- صفة بلاد اليمن عبر العصور (بالإشتراك مع حسين العمري).
- المجد والألم (قصيدة طويلة).
- مغناة وادي سبأ (أوبريت).
- نقوش مسندية وتعليقات، 1990.

عُرف الدكتور مطهر بن علي الإرياني بنزعته الوطنية اليمنية “القحطانية”، كونه من أكثر من خبروا اليمن مجتمعاً وتاريخاً وجغرافيا، وأسهم بإحياء الهوية اليمنية وعشقها أرضاً وإنساناً، وعبر عن ذلك في شعره، ومنها مطلع أشهر قصائده العمودية دامغته المعنونة “المجد والألم”، حيث يقول مطلعها:
أيا وطني جعلت هواك دينا
وعشت على شعائره أمينا
وفي الإيمان بالأوطان بر
وتقديس لرب العالمينا
لعل أول ما يحضر، عند الحديث عن مطهر الإرياني، قصائده المغناة بالعامية، والتي تُحفظ على نطاق واسع في اليمن، مزج فيها بين الحب والانتماء الوطني وكتب للجندي والفلاح والعامل، ومن أشهرها على الإطلاق أغنية “الحب والبن” أداها الفنان علي بن علي الآنسي، وهي “ملحمة” غنائية، تحث على زراعة “شجرة البن” ورعايتها.
تتناول الأغنية الإنسان اليمني البسيط، الذي أحب ويسعى لوصل من يحب، فينتظر فترة جني ثمار “البُن” ليدفع مهر محبوبته. وفيها يقول:
هيا بنا يا شباب الريف من كل بندر
نحيي ليالي الهنا والحب والخير الاوفر
بالوان من فن هذا الشعب من عهد حمْير
بالة، ومهيَد، ومغنى.. دان وا ليل داني
وهكذا، في أبيات معدودة تجمع التاريخ والزراعة وألوان الغناء اليمني (بالة، مهيد، مغنى، دان).
ولا يكاد يخلو صباح يمني دون أن تبث إذاعة أو قناة أغنيته الصباحية البهيجة التي أبدع في لحنها وأدائها الفنان أحمد السنيدار:
ما أجمل الصبح في ريف اليمن حين يطلع
ما ازهى وما ابهى سناه
إلى ذلك، كان للراحل الإرياني قصائد مغناة عديدة، منها الأغنية الشهيرة “خطر غصن القنا” بصوت علي بن علي الآنسي، وكذلك أغنية “البالة” أداء الفنان علي السمة، وهي أغنية ملحمية توثق هجرة اليمنيين إلى الحبشة، في فترة سابقة من القرن الماضي، ويعالج المأساة بطريقة عامية مؤثرة.
ومنذ أطلت مخلفات الإمامة الكهنوتية من جديد، كانت الأغنية الأكثر تبادراً للأذهان، عند وفاته، في العام 2016 عن 83 عاما، تلك التي يقول فيها:
يا قافلة عاد المراحل طوال
وعاد وجه الليل عابس
قولي لهم عاد الخطر ما يزال
لا تأمنوا شر الدسائس

## شعر غنائي
كتب الشاعر مطهر الإرياني أعمال غنائية حققت شهرة واسعة ومن أهمها
1- الوداع. «وقف وودع».
2- خطر غصن القنا.
3- الحُب والبُن. «طاب اللقا والسمر».
4- البالة.
5- يا دايم الخير دايم.
6- فوق الجبل.
7- جينا نحييكم.
8- دق الجرس يا مهندس.
9- أوبريت «هيا نغني للمواسم».
10- أوبريت «سد وادي سبأ».
11- قالت الهايمة.
12- قالت الباكية.
13- ما أجمل الصبح.
14- صوت جاء من سبأ.
15- يا بلادي نحن أقسمنا اليمينا.
16- أغنية للأرض.
17- صوت فوق الجبل.
18- يا عُذيب اللما.
19- قران تشرين الثاني 